# Multidentia pobeguinii
Multidentia pobeguinii là một loài thực vật có hoa trong họ Thiến thảo. Loài này được (Hutch. & Dalziel) Bridson mô tả khoa học đầu tiên năm 1987.